# Keenan Simpson
Keenan Simpson (7 de enero de 1999) es un deportista canadiense que compite en piragüismo en la modalidad de eslalon. Ganó dos medallas de bronce en el Juegos Panamericanos de 2019.

## Palmarés internacional
| Juegos Panamericanos | Juegos Panamericanos | Juegos Panamericanos | Juegos Panamericanos |
| Año                  | Lugar                | Medalla              | Competición          |
| -------------------- | -------------------- | -------------------- | -------------------- |
| 2019                 | Lima (Perú)          | Medalla de bronce    | K1 individual        |
| 2019                 | Lima (Perú)          | Medalla de bronce    | K1 extremo           |